# Финляндия на чемпионате мира по хоккею с шайбой 2007
Сборная Финляндии на чемпионате мира по хоккею с шайбой 2007 года заняла второе место, уступив в финале сборной Канады.
Путь в финал для сборной Финляндии был одним из самых сложных в истории, так как в обоих матчах на выбывание игра переходила в дополнительное время. Сборная Финляндии провела на чемпионате девять матчей, из которых в трех уступила (по одному поражению на каждой стадии). Кроме того, дважды победитель в матчах с участием сборной Финляндии определялся в дополнительное время или серии послематчевых буллитов.
В проведённых девяти матчах сборная Финляндии забросила 29 шайб, пропустив 17. Таким образом, разница забитых и пропущенных шайб составила + 12 шайб. Матчи с участием сборной Финляндии посетило 72680 человек.

## Состав
Главный тренер: Эркка Вестерлунд
| Вратари    |                     |                      |               |
| Номер      | Имя                 | Клуб                 | Дата рождения |
| 30         | Фредрик Норрена     | Коламбус Блю Джекетс | 29.11.1973    |
| 32         | Кари Лехтонен       | Атланта Трэшерз      | 16.11.1983    |
| 35         | Синухе Валлинхеймо  | ЮИП                  | 09.03.1972    |
| Защитники  |                     |                      |               |
| Номер      | Имя                 | Клуб                 | Дата рождения |
| 3          | Петтери Нуммелин    | Миннесота Уайлд      | 25.11.1972    |
| 4          | Вилле Койстинен     | Милуоки Эдмиралс     | 17.06.1982    |
| 5          | Лассе Кукконен      | Филадельфия Флайерз  | 18.09.1981    |
| 7          | Аки-Петтери Берг    | ТПС                  | 28.07.1977    |
| 18         | Туукка Мянтюля      | Таппара              | 25.05.1981    |
| 33         | Пекка Сараво        | Лулео                | 13.11.1979    |
| 34         | Тони Сёдерхольм     | Берн                 | 14.04.1978    |
| 44         | Юкка-Пекка Лааманен | Кярпят               | 04.10.1976    |
| Нападающие |                     |                      |               |
| Номер      | Имя                 | Клуб                 | Дата рождения |
| 9          | Микко Койву         | Миннесота Уайлд      | 12.03.1983    |
| 10         | Шон Бергенхейм      | Фрёлунда             | 08.02.1984    |
| 15         | Туомо Рууту         | Чикаго Блэкхокс      | 16.02.1983    |
| 16         | Вилле Пелтонен      | Флорида Пантерз      | 24.05.1973    |
| 20         | Антти Миеттинен     | Даллас Старз         | 03.07.1980    |
| 22         | Мика Пюёряля        | Кярпят               | 13.07.1981    |
| 24         | Яри Виухкола        | Кярпят               | 27.02.1980    |
| 25         | Юкка Хентунен       | Лугано               | 03.05.1974    |
| 26         | Йере Лехтинен       | Даллас Старз         | 24.06.1973    |
| 27         | Тимо Пярссинен      | Тимро                | 19.01.1977    |
| 37         | Яркко Рууту         | Питтсбург Пингвинз   | 23.08.1975    |
| 39         | Нико Капанен        | Финикс Койотс        | 29.04.1978    |
| 41         | Петри Контиола      | Таппара              | 04.10.1984    |
| 71         | Томи Каллио         | Фрёлунда             | 27.01.1977    |

## Матчи

### Предварительный раунд
| 27 апреля, 2007 | \| Украина \| 0:5 (0:1, 0:3, 0:1) \| Финляндия \| \| \| Голы \| Сараво П. (Пелтонен В., Койву М.) 12:07 Бергенхейм Ш. (Контиола П., Каллио Т.) 24:07 Нуммелин П. (Контиола П.) 27:18 (бол.) Пярссинен Т. (Мянтюля Т., Сараво П.) 33:08 Контиола П. (Бергенхейм Ш.) 51:28 (мен.) \| | Стадион: Арена на Ходынке, Москва Зрителей: 6500 Судьи: Милан Минарж (Чехия), Питер Феола (США), Роман Пузар (Чехия)                                                                                            |
| Украина         | 0:5 (0:1, 0:3, 0:1) | Финляндия |
|                 | Голы | Сараво П. (Пелтонен В., Койву М.) 12:07 Бергенхейм Ш. (Контиола П., Каллио Т.) 24:07 Нуммелин П. (Контиола П.) 27:18 (бол.) Пярссинен Т. (Мянтюля Т., Сараво П.) 33:08 Контиола П. (Бергенхейм Ш.) 51:28 (мен.) |

| 29 апреля, 2007 | \| Финляндия \| 6:2 (3:1, 1:0, 2:1) \| Дания \| \| П. Нуммелин (В. Пелтонен) 7:36 (2хбол.) М.Койву 14:09 (мен.) П.Нуммелин (П. Контиола, В. Пелтонен) 18:48 (2хбол.) В. Пелтонен (П. Контиола) 23:28 (2хбол.) А.-П. Берг (П. Контиола, Ш. Бергенхейм) 41:37 Ю. Хентунен (Н. Капанен) 50:42 (бол.) \| Голы \| Дамгорд (Стол) 12:49 (2хбол.) Кьяргорд (Дамгорд) 54:43 \| | Стадион: Арена на Ходынке, Москва Зрителей: 6620 Судьи: Петер Йонак (Словакия), Сильвен Лосье (Канада), Тобиас Верли (Швейцария) |
| Финляндия | 6:2 (3:1, 1:0, 2:1) | Дания |
| П. Нуммелин (В. Пелтонен) 7:36 (2хбол.) М.Койву 14:09 (мен.) П.Нуммелин (П. Контиола, В. Пелтонен) 18:48 (2хбол.) В. Пелтонен (П. Контиола) 23:28 (2хбол.) А.-П. Берг (П. Контиола, Ш. Бергенхейм) 41:37 Ю. Хентунен (Н. Капанен) 50:42 (бол.) | Голы | Дамгорд (Стол) 12:49 (2хбол.) Кьяргорд (Дамгорд) 54:43                                                                           |

| 1 мая, 2007 | \| Финляндия \| 4:5 (1:2, 0:2, 3:1) \| Россия \| \| Т.Рууту (Капанен, Мянтюля), 13:11 (бол.) Хентунен (Капанен, Кукконен), 43:37 Лехтинен (Пелтонен, Нуммелин), 48:53 (бол.) Нуммелин (Т.Рууту), 54:09 (бол.) \| Голы \| Кулемин (Емелин, Непряев), 6:38 Зарипов (Прошкин, Морозов), 17:40 (бол.) Гончар (Ковальчук, Марков), 23:49 (бол.) Морозов (Зиновьев, Зарипов), 26:08 (бол.) Счастливый (Гребешков), 53:21 \| | Стадион: Арена на Ходынке, Москва Зрителей: 12000 Судьи: |
| Финляндия | 4:5 (1:2, 0:2, 3:1) | Россия |
| Т.Рууту (Капанен, Мянтюля), 13:11 (бол.) Хентунен (Капанен, Кукконен), 43:37 Лехтинен (Пелтонен, Нуммелин), 48:53 (бол.) Нуммелин (Т.Рууту), 54:09 (бол.) | Голы | Кулемин (Емелин, Непряев), 6:38 Зарипов (Прошкин, Морозов), 17:40 (бол.) Гончар (Ковальчук, Марков), 23:49 (бол.) Морозов (Зиновьев, Зарипов), 26:08 (бол.) Счастливый (Гребешков), 53:21 |

### Квалификационный раунд
| 3 мая, 2007 | \| Швейцария \| 0:2 (0:0, 0:0, 0:2) \| Финляндия \| \| \| Голы \| Т.Рууту (П.Нуммелин, А.Миеттинен) 51:37 (бол.) В.Пелтонен (Й.Лехтинен, П.Нуммелин) 59:46 (п.в.) \| | Стадион: Арена на Ходынке, Москва Зрителей: 5010 Судьи: JONAK Peter (Словакия), DEDIOULIA Ivan (Белоруссия), MASIK Milan (Словакия) |
| Швейцария   | 0:2 (0:0, 0:0, 0:2) | Финляндия |
|             | Голы | Т.Рууту (П.Нуммелин, А.Миеттинен) 51:37 (бол.) В.Пелтонен (Й.Лехтинен, П.Нуммелин) 59:46 (п.в.)                                     |

| 5 мая, 2007 | \| Финляндия \| 3:0 (2:0, 0:0, 1:0) \| Италия \| \| Я.Виухкола (Й.Лехтинен, В.Пелтонен) 7:29 (бол.) Ю.Хентунен (Я.Рууту, Н.Капанен) 18:48 Я.Виухкола (Н.Капанен, Ю.Хентунен) 42:31 \| Голы \| \| | Стадион: Арена на Ходынке, Москва Зрителей: 4850 Судьи: Оле Хансен (Норвегия), JAKOBSEN Ronni (Дания), Милан Масик (Словакия) |
| Финляндия | 3:0 (2:0, 0:0, 1:0) | Италия |
| Я.Виухкола (Й.Лехтинен, В.Пелтонен) 7:29 (бол.) Ю.Хентунен (Я.Рууту, Н.Капанен) 18:48 Я.Виухкола (Н.Капанен, Ю.Хентунен) 42:31 | Голы | |

| 6 мая, 2007                           | \| Швеция \| 1:0 (1:0, 0:0, 0:0) \| Финляндия \| \| Ю.Акерман (Ф.Варг, Д.Тарнстрем) 15:53 \| Голы \| \| | Стадион: Арена на Ходынке, Москва Зрителей: 7200 Судьи: Брент Рейбер (Канада), Иван Дедюля (Белоруссия), Сильван Лосье (Канада) |
| Швеция                                | 1:0 (1:0, 0:0, 0:0)                                                                                     | Финляндия |
| Ю.Акерман (Ф.Варг, Д.Тарнстрем) 15:53 | Голы | |

### 1/4 финала
| 10 мая, 2007 | \| США \| 4:5 бул. (0:1, 3:3, 1:0, 0:0, 0:1) (0/5:1/5) \| Финляндия \| \| Т.Петерсен (М.Грин, Ч.Лароуз) 20:48 (мен.) Т.Арнасон (Ф.Кессел, Б.Боченски) 27:05 Л.Стемпняк (Д.Бэкс, К.Бэллард) 34:08 Э.Хатчинсон (Т.Арнасон, Ф.Кессел) 54:20 (бол.) \| Голы \| Т.Рууту (М.Койву, Т.Каллио) 17:03 П.Сараво (Т.Седерхольм, Н.Капанен) 24:33 Я.Виухкола (В.Пелтонен) 30:27 Т.Каллио (Т.Рууту, П.Нуммелин) 35:32 (бол.) Й.Лехтинен 70:00 (серия буллитов) \| | Стадион: Арена на Ходынке, Москва Зрителей: 6500 Судьи: Маркус Виннерборг (Швеция), Андерс Карлберг (Швеция), Милан Масик (Словакия)                                                   |
| США | 4:5 бул. (0:1, 3:3, 1:0, 0:0, 0:1) (0/5:1/5) | Финляндия |
| Т.Петерсен (М.Грин, Ч.Лароуз) 20:48 (мен.) Т.Арнасон (Ф.Кессел, Б.Боченски) 27:05 Л.Стемпняк (Д.Бэкс, К.Бэллард) 34:08 Э.Хатчинсон (Т.Арнасон, Ф.Кессел) 54:20 (бол.) | Голы | Т.Рууту (М.Койву, Т.Каллио) 17:03 П.Сараво (Т.Седерхольм, Н.Капанен) 24:33 Я.Виухкола (В.Пелтонен) 30:27 Т.Каллио (Т.Рууту, П.Нуммелин) 35:32 (бол.) Й.Лехтинен 70:00 (серия буллитов) |

### 1/2 финала
| 13 мая, 2007                        | \| Россия \| 1:2 ОТ (1:1, 0:0, 0:0, 0:1) \| Финляндия \| \| Малкин (Гончар, Фролов) 8:36 (бол.) \| Голы \| Ю.Хентунен (Н.Капанен, Д-П Лааманен) 12:06 (мен.) М.Койву (Т.Рууту) 65:40 \| | Стадион: Арена на Ходынке, Москва Зрителей: 12000 Судьи: Маркус Виннерборг (Швеция), Томас Гемейнхардт (Германия), Милан Машик (Словакия) |
| Россия                              | 1:2 ОТ (1:1, 0:0, 0:0, 0:1) | Финляндия |
| Малкин (Гончар, Фролов) 8:36 (бол.) | Голы | Ю.Хентунен (Н.Капанен, Д-П Лааманен) 12:06 (мен.) М.Койву (Т.Рууту) 65:40                                                                 |

### Финал
| 13 мая, 2007                                                    | \| Финляндия \| 2:4 (0:2, 0:1, 2:1) \| Канада \| \| Контиола П. (Пелтонен В.) 51:08 Миеттинен А. (Пюёряля М.) 57:44 \| Голы \| Нэш Р. (Мерфи К., Каммаллери М.) 06:30 (бол.) Стаал Э. (Уильямс Дж., Каммаллери М.) 13:48 (бол.) Армстронг К. (Стаал Дж. — Фанеф Д.) 29:11 Нэш Р. 58:54 \| | Стадион: Арена на Ходынке, Москва Зрителей: 12000 Судьи: Маркус Виннерборг (Швеция), Иван Дедюля (Белоруссия), Андерс Карлберг (Швеция)                 |
| Финляндия                                                       | 2:4 (0:2, 0:1, 2:1) | Канада |
| Контиола П. (Пелтонен В.) 51:08 Миеттинен А. (Пюёряля М.) 57:44 | Голы | Нэш Р. (Мерфи К., Каммаллери М.) 06:30 (бол.) Стаал Э. (Уильямс Дж., Каммаллери М.) 13:48 (бол.) Армстронг К. (Стаал Дж. — Фанеф Д.) 29:11 Нэш Р. 58:54 |

## Статистика
- Лучшим бомбардиром сборной стал Вилле Пелтонен, набравший 9 очков по системе «гол+пас» (2+7). Интересно, что втором по этому показателю стал защитник Петтери Нуммелин - 8 (3+5).
- Лучшим снайпером сборной стал Юкка Хентунен, который забросил 4 шайбы в ворота противника. Ещё три игрока сборной забили по три шайбы.
- Больше всех результативных передач в сборной сделали Вилле Пелтонен и Нико Капанен, которые сделали по семь передач. Ещё два игрока сделали по пять результативных передач.
- По показателю полезности +/- все игроки, кроме двух хоккеистов, имеют положительный либо нулевой результат. Наилучшим значением является +6, принадлежащие Лассе Кукконену. Игроками с отрицательным показателем +/- являются Йере Лехтинен и  Юкка-Пекка Лааманен (-1).
- В целом сборная Финляндии запомнилась жесткой, а порой и грубой игрой. Следствием этого стало то, что два игрока набрали более тридцати минут штрафа. Это Томми Каллио (33 минуты) и Шон Бергенхейм (31 минута). Ещё четыре игрока сборной набрали двадцать и более минут штрафа.
- Оба вратаря сборной показали высокую надёжность, следствием которой стал высокий коэффициент отраженных бросков, превышающий 90 %. Чуть более надёжен был Кари Лехтонен, который отразил 112 бросков из 120 (93.33 %), проведя при этом на площадке 314 минут 47 секунд. Второй вратарь Фредрик Норрена, отстояв на воротах целиком три матча (180 минут), отразил 67 бросков из 72 (93.06 %). Третий вратарь сборной Синухе Валлинхеймо не набрал ни одной игровой минуты.